# Konstal 15N
Konstal 15N byl typ dvoučlánkové tramvaje vyrobený polským podnikem Konstal v jednom prototypu v roce 1963. Jednalo se o první polskou kloubovou tramvaj, odvozena byla ze standardních vozů Konstal 13N a Konstal 14N. Následovníkem tramvaje 15N se stal sériově vyráběný typ Konstal 102N.

## Konstrukce
Dvoučlánková tramvaj 15N sestává ze dvou vozových skříní vozů Konstal 13N. Nebyly však použity celé – přední skříň byla uříznuta za druhými dveřmi, zadní byla uříznuta před druhými dveřmi. Použité skříně byly spojeny pomocí kloubového mechanismu. Pod kloubem se nachází jeden podvozek, další dva se nachází pod předním a zadním článkem. Krajní nápravy jsou hnací, prostřední jsou běžné (bezmotorové). V pravé bočnici každého článku se nachází dvoje čtyřkřídlé skládací dveře ovládané elektricky. V interiéru jsou laminátové sedačky pro cestující rozmístěny v příčném uspořádání 1+1. Elektrický proud je odebírán z trolejového vedení pantografem na předním článku. V krajních podvozcích se nachází vždy dva trakční stejnosměrné motory (každý pohání jednu nápravu).

## Dodávky a provoz
| Současný stát | Město                | Článek | Typ | Roky dodávek | Počet vozů | Evidenční čísla při dodání | Zdroj |
| ------------- | -------------------- | ------ | --- | ------------ | ---------- | -------------------------- | ----- |
| Polsko        | katovická aglomerace | článek | 15N | 1969         | 1          | 130                        | [ 3 ] |

V letech 1963–1969 tramvaj 15N absolvoval zkušební jízdy ve Varšavě. Následně byl prodán do katovické aglomeraci, kde obdržel evidenční číslo 130. Vozidlo bylo sešrotováno v roce 1985.